# Gephyroberyx japonicus
Gephyroberyx japonicus är en fiskart som först beskrevs av Döderlein, 1883.  Gephyroberyx japonicus ingår i släktet Gephyroberyx och familjen Trachichthyidae. Inga underarter finns listade i Catalogue of Life.